# Иванка Гинева
Иванка Иванова Гинева е българска тъкачка и политик от БКП.

## Биография
Родена е на 31 октомври 1944 г. в хасковското село Елена. Завършва текстилен техникум. От 1977 г. е член на БКП. През 1963 г. започва работа като телеграфо-пощенски служител в Харманли. От 1965 г. е тъкачка в ДВТК „Димитър Благоев“ в Казанлък. От 1968 г. е на работа във фабриката „Маргарит Гогов“ в Харманли. Там тръгва от 6 стана, като достига до 16 автоматични стана. С указ № 1090 от 2 юни 1978 г. за изпълнението на два петилетни плана за 2 г. и 5 месеца е удостоена със званието герой на социалистическия труд. През 1983 г. работи вече на 18 автоматични стана. От 5 април 1986 до 1990 г. е кандидат-член на ЦК на БКП. Освен това е била член на Централния съвет на Българските професионални съюзи и член на Общинския комитет на БКП в Харманли.